# Canton de Savines-le-Lac
Le canton de Savines-le-Lac est une ancienne division administrative française située dans le département des Hautes-Alpes et la région Provence-Alpes-Côte d'Azur.

## Géographie
Ce canton était organisé autour de Savines-le-Lac dans l'arrondissement de Gap. Son altitude variait de 770 m (Le Sauze-du-Lac) à 2 990 m (Réallon) pour une altitude moyenne de 1 209 m.

## Histoire
Le canton a disparu après les élections départementales de 2015, à la suite du redécoupage des cantons du département. Il a fusionné avec le canton de Chorges.

## Représentation

### Conseillers d'arrondissement (de 1833 à 1940)
Le canton de Savines avait deux conseillers d'arrondissement.
Il faisait partie de l'arrondissement d'Embrun jusqu'en 1926.
| Période                                  | Période      | Identité                                 | Étiquette | Qualité |
| ---------------------------------------- | ------------ | ---------------------------------------- | --------- | --- |
| 1833                                     | 1842         | M. Béraud                                |           | Propriétaire à Savines                                                                                      |
| 1833                                     | 1836         | Jean François Antoine Doutre (1796-1850) |           | Greffier de la justice de paix à Savines                                                                    |
| 1836                                     | 1842         | Jean Antoine Jame (1797-1881)            |           | Aubergiste à Savines                                                                                        |
| 1842                                     | 1848         | Jean François Antoine Doutre             |           | Greffier de la justice de paix à Savines                                                                    |
| 1842                                     | 1846         | M. Albert                                |           | Négociant à Embrun                                                                                          |
| 1846                                     | 1848         | Jean Joseph Garnier                      |           | Directeur de l'enregistrement à Savines, conseiller général                                                 |
|                                          |              |                                          |           | |
| av.1888                                  | 1890 (décès) | Jean-Pierre Durand (1832-1890)           |           | Cultivateur à Savines, suppléant du juge de paix                                                            |
|                                          |              |                                          |           | |
|                                          | 1899 (décès) | M. Donadieu                              |           | |
|                                          |              |                                          |           | |
| 1904                                     |              | Casimir Vernet                           |           | Greffier de la justice de paix à Savines                                                                    |
| 1904                                     |              | Félicien Brun                            |           | Ancien instituteur, juge de paix à Embrun                                                                   |
|                                          |              |                                          |           | |
| 1919                                     | 1928         | Casimir Jame (1869-1956)                 |           | Notaire, propriétaire à Savines, suppléant du juge de paix                                                  |
| 1919                                     | 1928         | Adrien Rougon (1870-1937)                |           | Notaire à Savines, suppléant du juge de paix                                                                |
| 1928                                     | 1940         | Arthur Michel                            |           | |
| 1931                                     | 1940         | Jean-Joseph Guieu                        |           | Maire de Saint-Apollinaire                                                                                  |
| 1940                                     |              |                                          |           | Les conseils d'arrondissement ont été suspendus par la loi du 12 octobre 1940 et n'ont jamais été réactivés |
| Les données manquantes sont à compléter. |              |                                          |           | |

### Conseillers généraux de 1833 à 2015
| Période | Période          | Identité                       | Étiquette    | Qualité |
| ------- | ---------------- | ------------------------------ | ------------ | --- |
| 1833    | 1833 (démission) | Jean Cézanne (1800-1835)       |              | Avocat à Embrun Elu également dans le Canton d'Embrun |
| 1833    | 1836             | Barthélemy Ferrary (1780-1845) |              | Entrepreneur à Embrun Propriétaire à Savines |
| 1836    | 1845             | François Charles Rivier        |              | Négociant, propriétaire foncier à Embrun |
| 1845    | 1846             | Jean Joseph Garnier            |              | Directeur de l'enregistrement à Gap |
| 1846    | 1848             | M. Albert                      |              | Négociant à Embrun, conseiller d'arrondissement |
| 1848    | 1852             | M. Pellissier                  |              | Juge de paix à Savines-le-Lac puis au Monestier-de-Clermont                                                                                                  |
| 1852    | 1874 (décès)     | Florimond Théus                |              | Bâtonnier de l'Ordre des Avocats, avocat à Embrun |
| 1874    | 1916 (décès)     | François Pavie                 | GR           | Industriel - Député (1898-1906) Maire de Savines |
| 1919    | 1925             | Frédéric Pavie (1892-1988)     |              | Industriel à Savines-le-Lac |
| 1925    | 1937             | Alphonse Catier (1861-1938)    | RG           | Percepteur des contributions directes, Savines-le-Lac |
| 1937    | 1940             | Jean Michard-Pellissier        | USR          | Avocat Député (1936-1940) |
|         |                  |                                |              | |
| 1942    | 1945             | Arthur Michel                  |              | Conseiller d'arrondissement Nommé conseiller départemental en 1942                                                                                           |
|         |                  |                                |              | |
| 1945    | 1949             | Louis Imbert (1913-1990)       | PCF          | Cultivateur Maire de Savines-le-Lac |
| 1949    | 1955             | Marius Faure (1889-1969)       | RGR          | Agriculteur et maréchal-ferrant, Savines-le-Lac |
| 1955    | 1961             | Léon Broche (1908-1985)        | PCF          | Exploitant forestier, Savines-le-Lac |
| 1961    | 1979             | Antonin Coronat (1905-1998)    | SFIO puis PS | Médecin, chirurgien, patron de la clinique des Alpes à Gap                                                                                                   |
| 1979    | 2004             | Adrien Gleize (1944-2013)      | UDF-PR       | Technicien agricole Maire de Réallon (1977-1995) puis (2001-2008)                                                                                            |
| 2004    | 2015             | Victor Bérenguel               | UMP-PR       | Cadre du secteur privé Maire de Savines-le-Lac depuis 2008 Président de la communauté de communes du Savinois-Serre-Ponçon Vice-président du Conseil général |

## Composition
Le canton de Savines-le-Lac regroupait six communes :
| Nom                        | Code Insee | Intercommunalité   | Superficie (km2) | Population (dernière pop. légale) | Densité (hab./km2) |
| -------------------------- | ---------- | ------------------ | ---------------- | --------------------------------- | ------------------ |
| Savines-le-Lac (chef-lieu) | 05164      | CC de Serre-Ponçon | 25,13            | 1 069 (2014)                      | 43                 |
| Puy-Saint-Eusèbe           | 05108      | CC de Serre-Ponçon | 11,31            | 135 (2014)                        | 12                 |
| Puy-Sanières               | 05111      | CC de Serre-Ponçon | 11,38            | 244 (2014)                        | 21                 |
| Réallon                    | 05114      | CC de Serre-Ponçon | 71,40            | 257 (2014)                        | 3,6                |
| Saint-Apollinaire          | 05130      | CC de Serre-Ponçon | 7,54             | 133 (2014)                        | 18                 |
| Le Sauze-du-Lac            | 05163      | CC de Serre-Ponçon | 8,49             | 143 (2014)                        | 17                 |

## Démographie
| 1962  | 1968  | 1975  | 1982  | 1990  | 1999  | 2006  | 2011  | 2012  |
| ----- | ----- | ----- | ----- | ----- | ----- | ----- | ----- | ----- |
| 1 082 | 1 171 | 1 169 | 1 191 | 1 314 | 1 472 | 1 843 | 1 938 | 1 943 |